# 圣克卢圣克洛铎堂

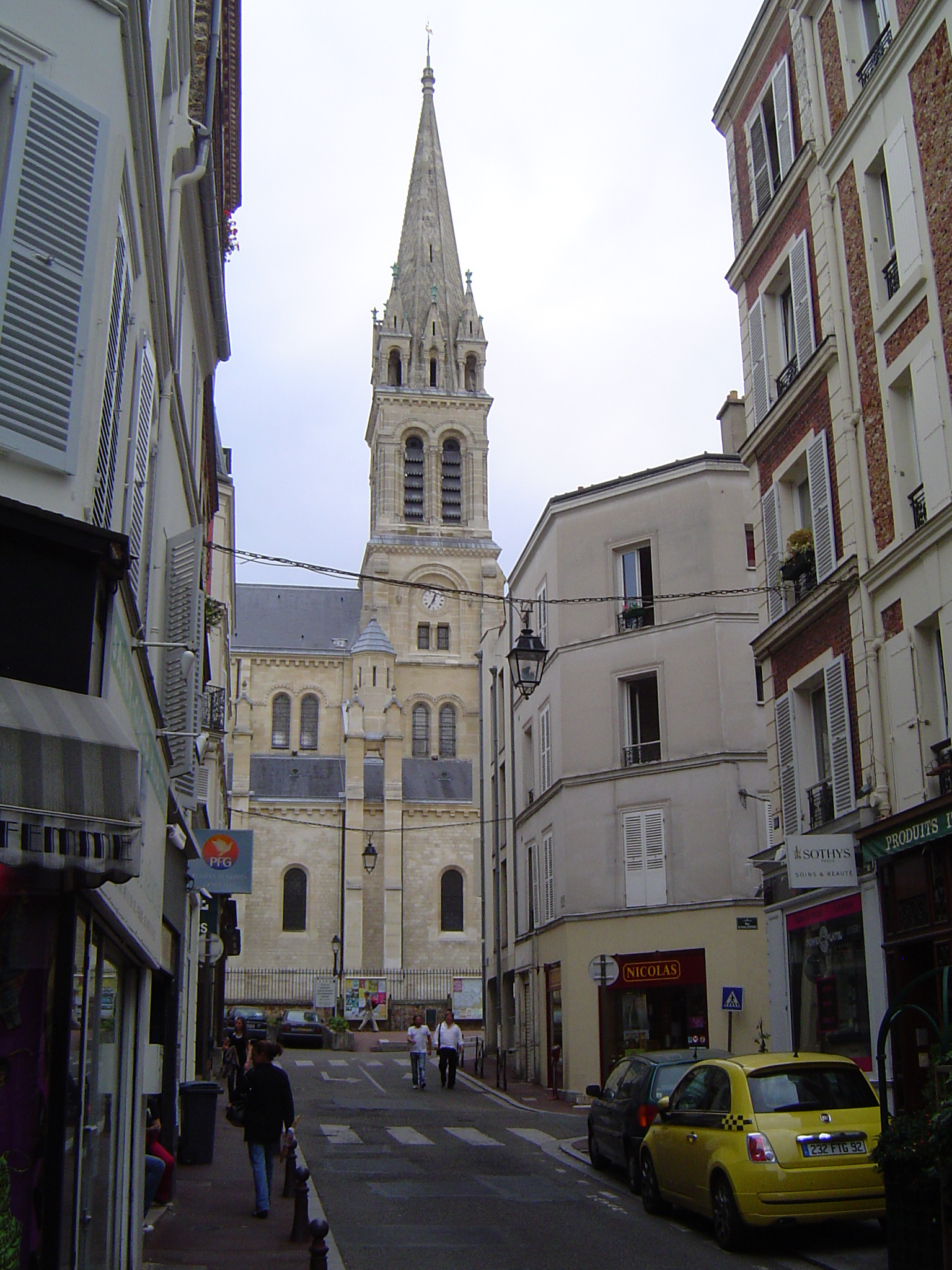

圣克卢圣克洛铎堂（Église Saint-Clodoald de Saint-Cloud）是一座罗马天主教堂区教堂，位于法国法兰西岛大区上塞纳省圣克卢。

## 历史
大约550年，当圣克洛铎（Clodoald）到达时，这里似乎已经有了一座小堂。1109年7月30日，巴涅的圣爱梅兰教堂（église Saint-Hermeland de Bagneux）的一个游行队伍前往丰特奈的圣普莱斯小堂（chapelle Saint-Prix de Fontenay），当时被困在巴涅，接受耶路撒冷安索教堂（église de Jérusalem Anseau）咏经团送来的真十字架的遗物。游行队伍的最前面是巴黎分会的院长和三位执事：斯德望（Étienne de Garlande）、吉尔伯特（Guibert，后来的巴黎主教）和加隆（Galon），他们由桑利斯的主教休伯特和莫城的主教玛拿西陪同，然后是尚波的威廉（Guillaume de Champeaux）。游行队伍拿起真十字架的一部分，朝着圣克卢圣克洛铎堂走去，然后在下一个星期天回到巴黎圣母院。
旧教堂建于10-11世纪，该堂在18世纪晚期重建，几个世纪以来已经多次扩建和改造。

## 建筑
目前的建筑是罗马式-哥特式风格。1995年，它被列为法国历史遗迹。
这座教堂建于1899年，是欧内斯特·吉尔伯特的作品。

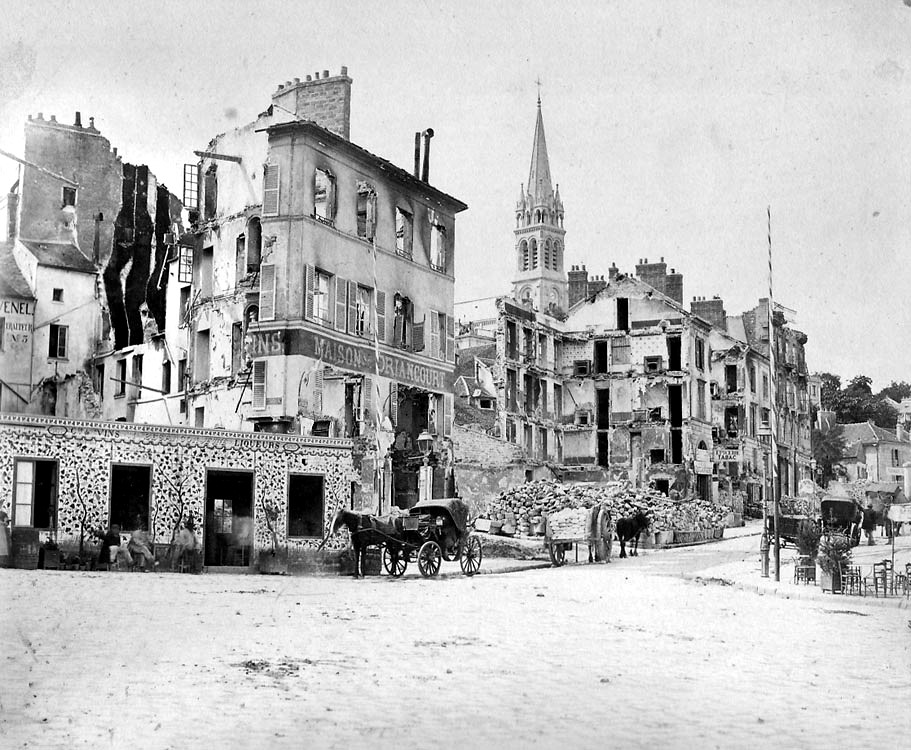
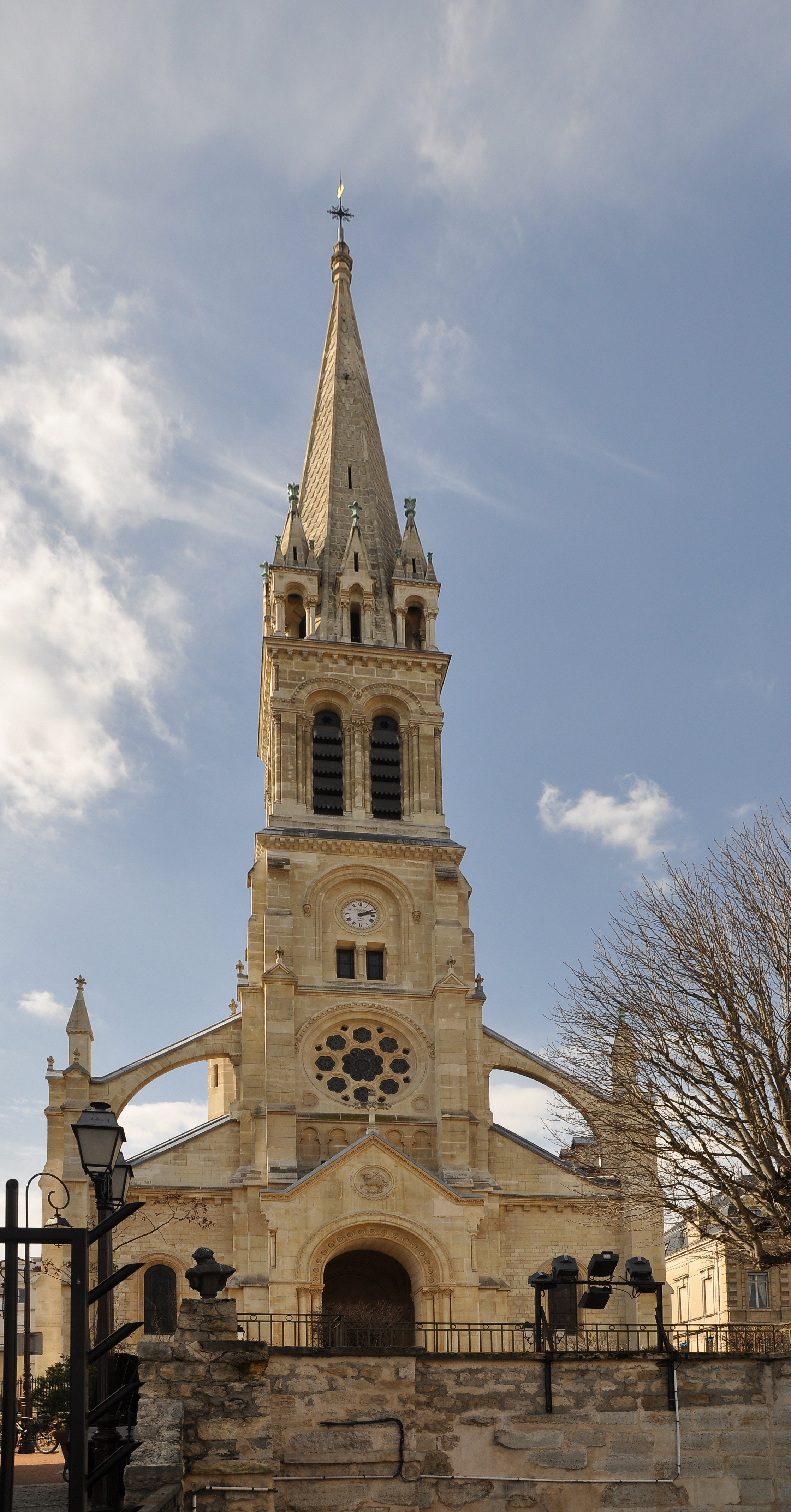
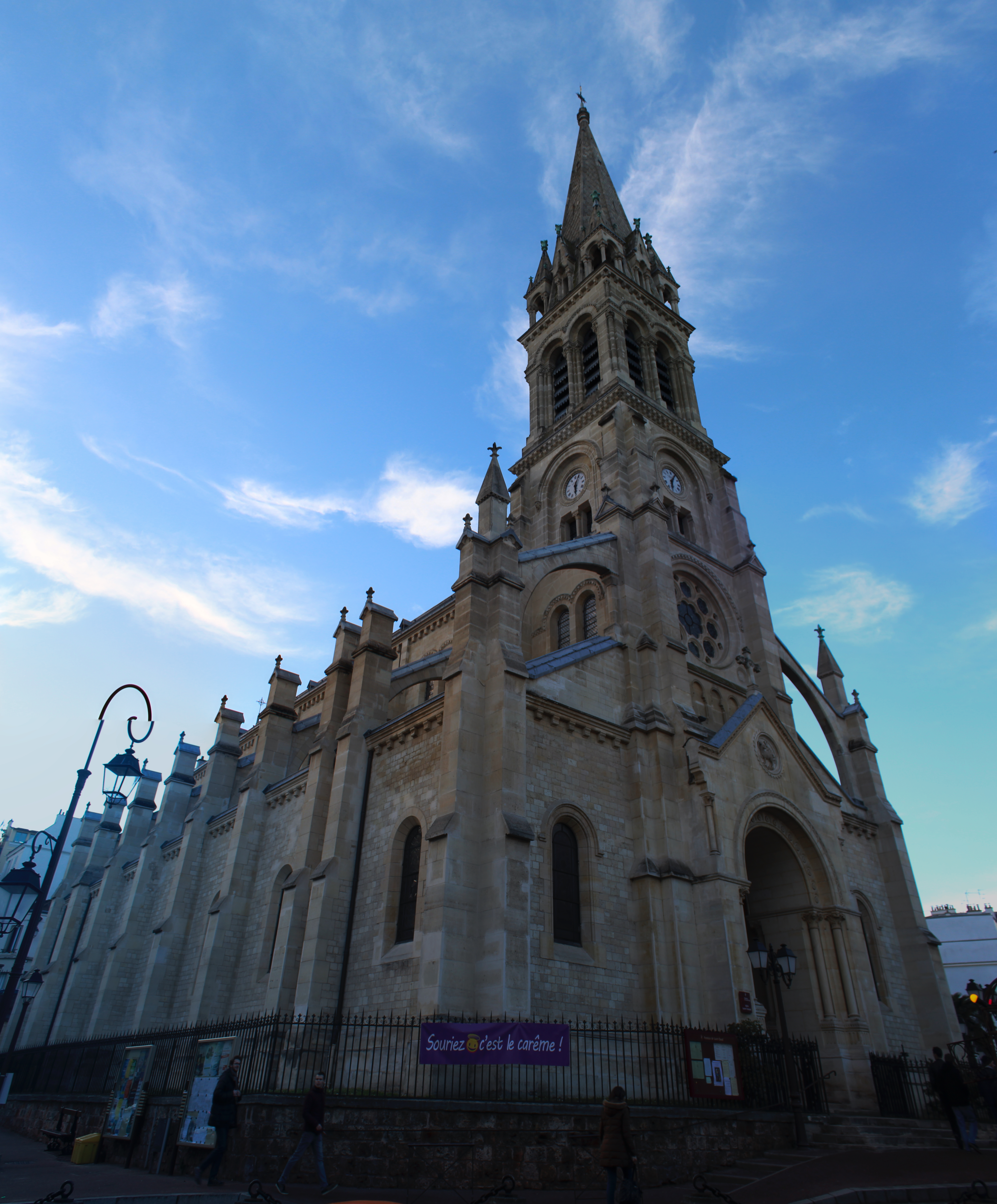
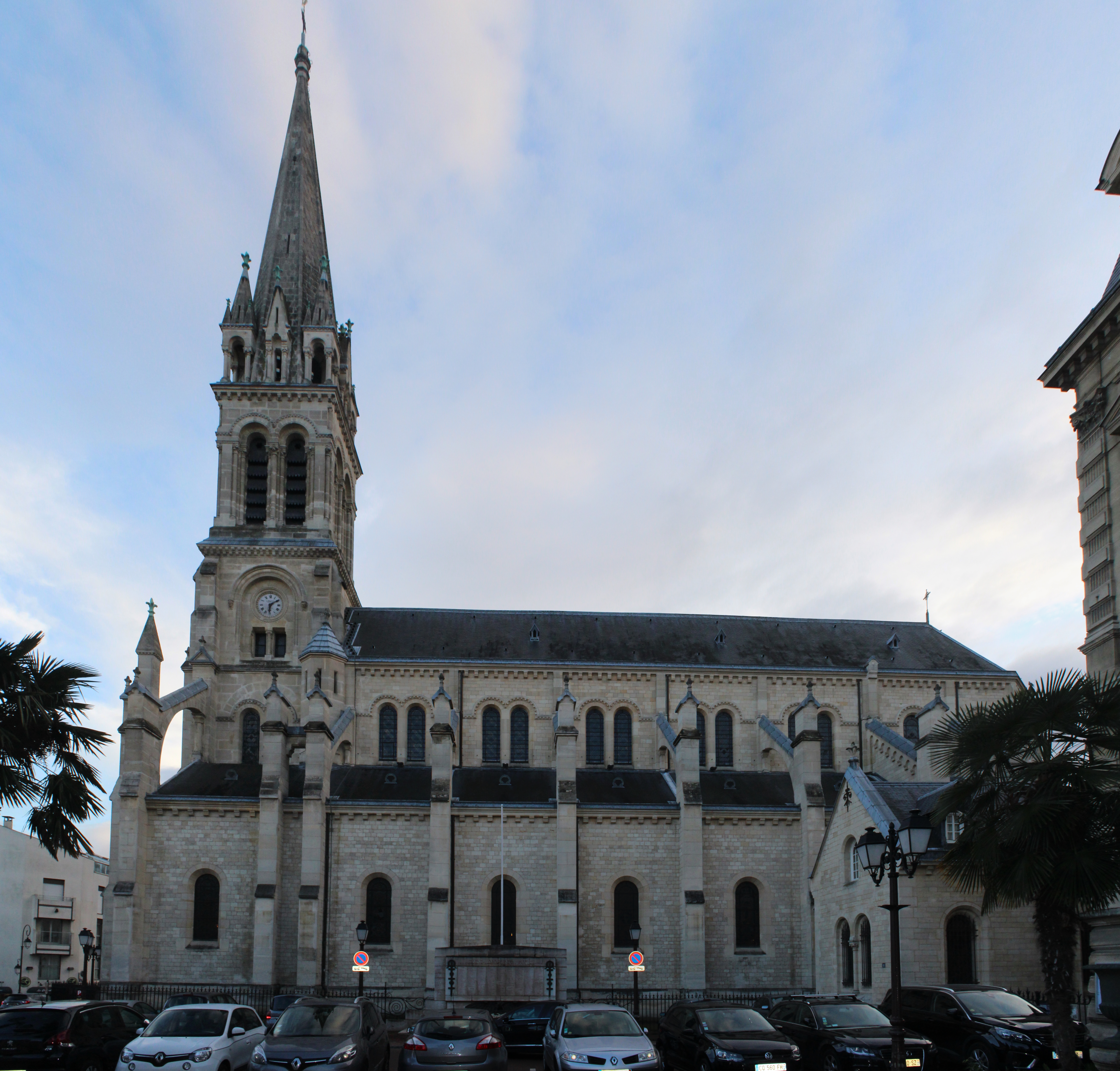
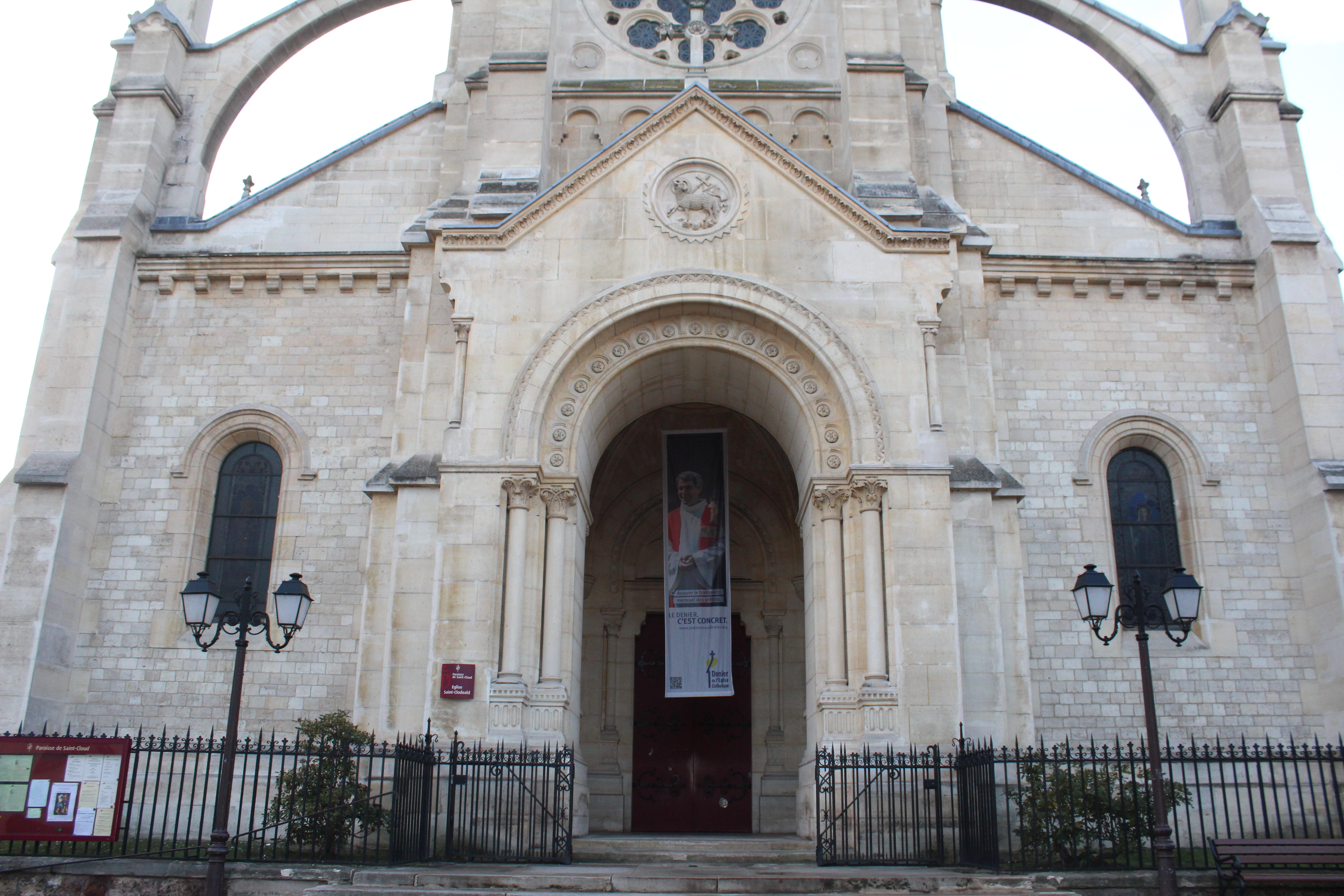
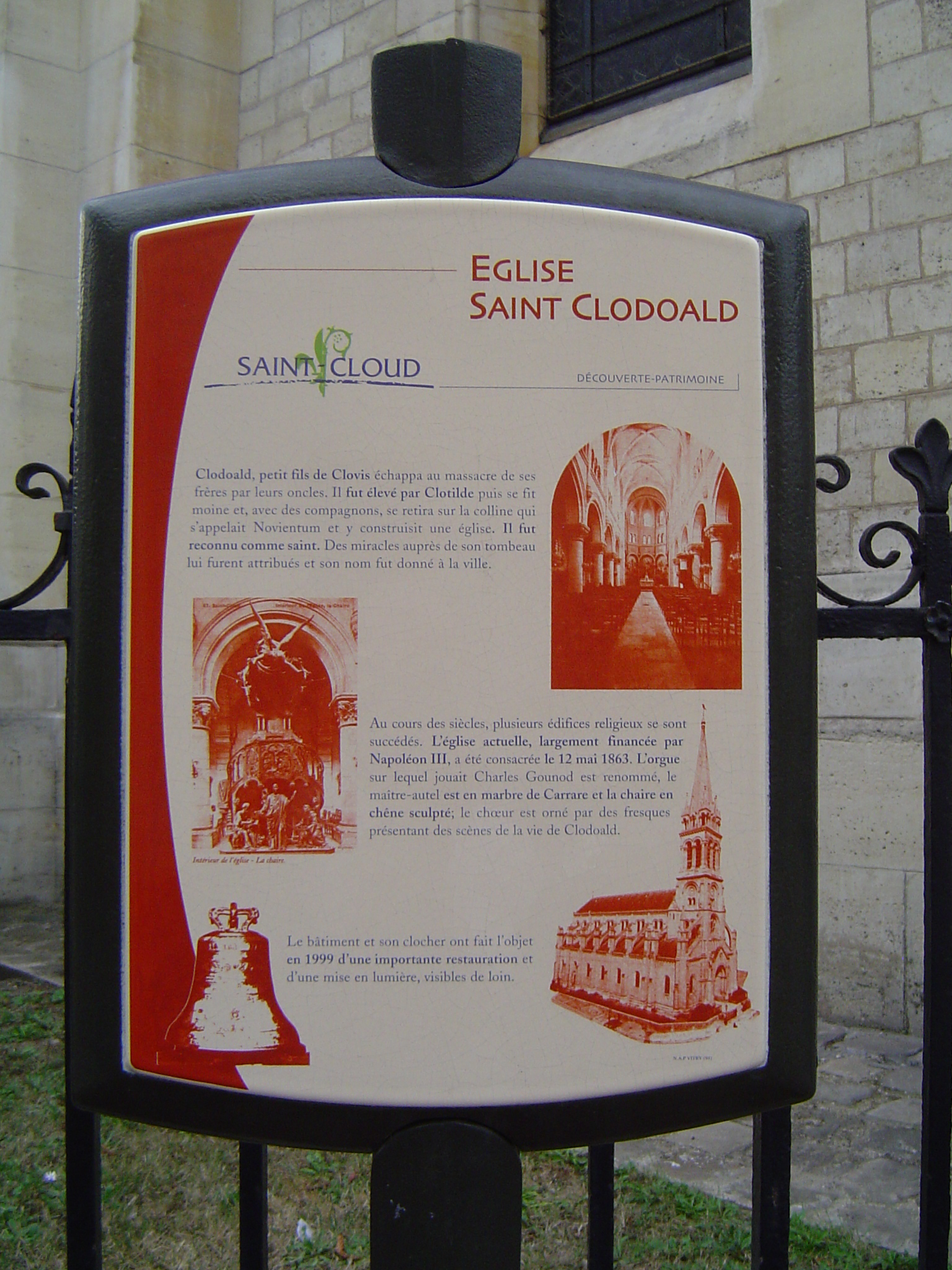